# Villers-Outréaux Moulin de Pierre British Cemetery
Villers-Outréaux Moulin de Pierre British Cemetery est un cimetière militaire de la Première Guerre mondiale situé sur le territoire de la commune de Villers-Outréaux dans le département du Nord. 

## Historique
Ce cimetière a été créé à la suite de la bataille qui s'est engagée le 8 octobre 1918 entre la trente-huitième Division de réserve galloise et l'armée allemande. Le nom de ce cimetière lui a été donné car à proximité existait un vieux moulin de pierres en ruines qui fut utilisé par une mitrailleuse allemande. Dans ce cimetière reposent 49 soldats britanniques.

## Caractéristique
Le cimetière du Moulin de Pierre est  situé à 2 km de Villers-Outréaux sur la route de Lesdain. Il existe un autre cimetière britannique à 600 m de là, en allant vers Lesdain: Bois-des-Angles British Cemetery.

## Galerie

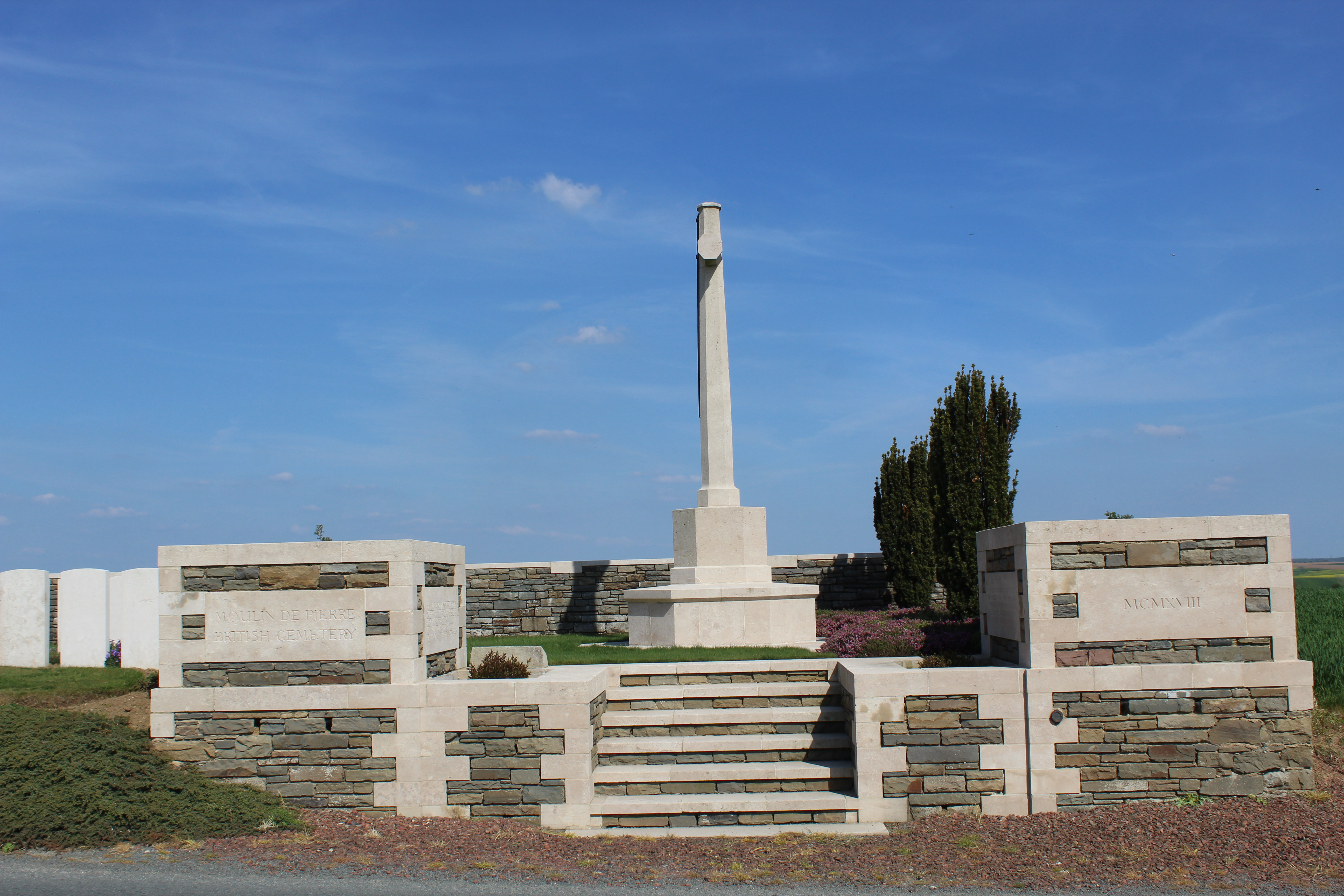
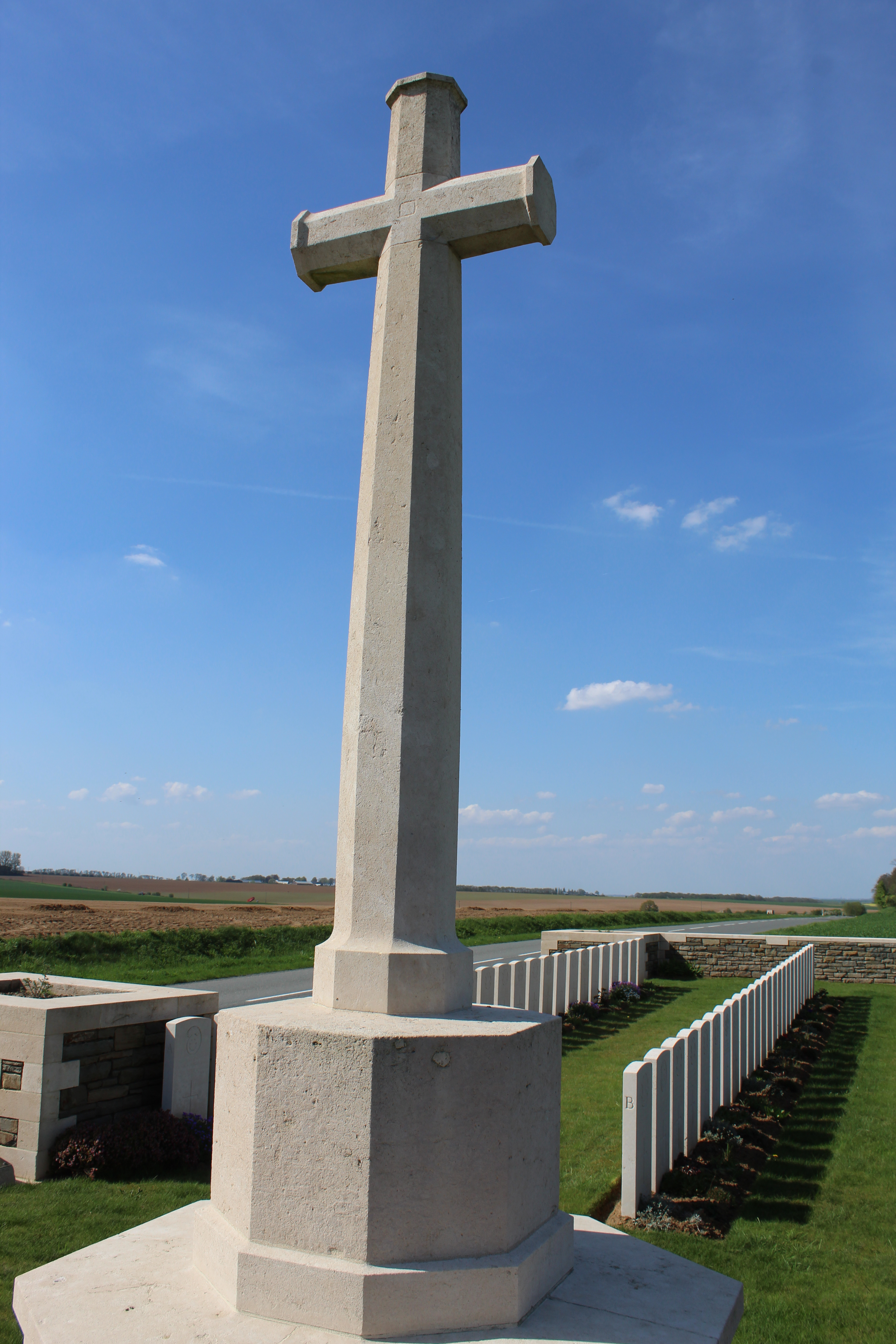

## Tombes
| Pays        | Tombes |
| ----------- | ------ |
| Royaume-Uni | 49     |